# Universitat Rice

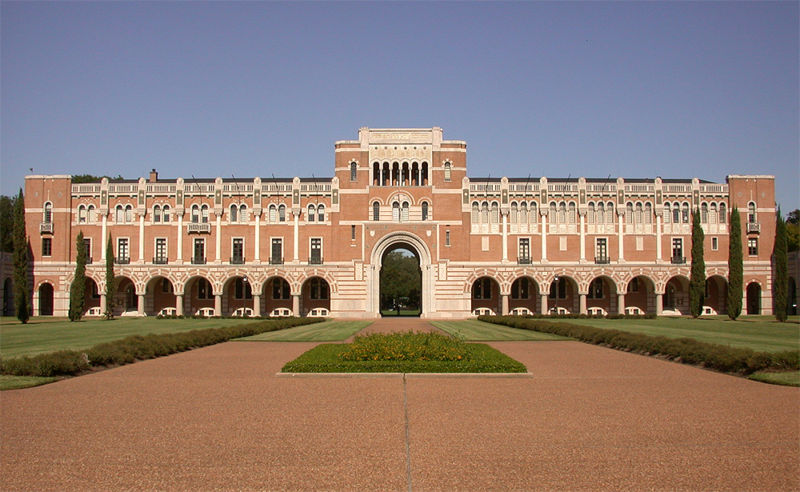
Lovett Hall

La Universitat William Marsh Rice, comunament denominada Universitat Rice (Rice University en anglès) s'inaugurà el 1912 com a Institut William Marsh Rice per a l'avançament de les Lletres, la ciència i l'Art. És una universitat privada localitzada a Houston (Texas), prop del districte de museus de Houston i del Centre Mèdic de Texas. Rice és conegut per la qualitat de l'educació pregraduat, així com per la seva fortalesa en les ciències aplicades. La universitat ha estat pionera en camps com la nanotecnologia, la recerca de cors artificials, anàlisis estructural químic i la ciència espacial.